# Chantal Hendriks
Chantal Hendriks (13 december 1994) is een Nederlands langebaanschaatsster en marathonschaatsster. 

## Records

### Persoonlijke records[3]
| Afstand    | Tijd    | Datum            | Baan       |
| ---------- | ------- | ---------------- | ---------- |
| 500 meter  | 45,29   | 26 december 2014 | Heerenveen |
| 1000 meter | 1.30,98 | 31 december 2010 | Heerenveen |
| 1500 meter | 2.16,46 | 4 januari 2014   | Heerenveen |
| 3000 meter | 4.39,57 | 28 december 2014 | Enschede   |
| 5000 meter | 7.14,32 | 9 maart 2020     | Heerenveen |

## Privé
Chantal Hendriks is de jongere zus van schaatsster Sharon Hendriks.